# بورجوان
بورجوان إحدى مشاتي بلدية تسالة لمطاعي يحدها من الشرق سلسلة جبال الجرايف والتي توجد بها أعلى قمة في تسالة وهي قمة وشناك كما تحدها من الشمال مشتة براقة ومن الغرب مشتة السقايف ومن الجنوب مشتة السبت أو مركز البلدية تزخر بينابيع المياه الباردة والأشجار العالية والشامخة والتي تضفي على الطبيعة لونا أخضر متلألئا يزيد من جمالها يتصف أهلها بالطيبة والكرم وحسن الضيافة مما يجعلها منطقة سياحية أو بالأحرى منطقة إستجمام
تتوفر حاليا على الهاتف الثابت والهاتف النقال والأنترنث